# 獣医・いかり七緒の殺人診断
『獣医・いかり七緒の殺人診断』（じゅうい いかりなおのさつじんしんだん）は、テレビ朝日系の「土曜ワイド劇場」枠で2007年10月27日に放送された作品。サブタイトルは「走る死体と30分の空白…犬の誘拐がカリスマ女社長の殺人を招く!」。

## キャスト

### 主要人物
いかり動物病院
五十海 七緒
演 - 水野真紀
院長で獣医。独身。両親は彼女の高校時代に事故で同時に亡くし、獣医だった父の遺志を受け継ぐ形で現在に至る（そのため、北海道で一時期暮らしていた）。治療費の支払いを気長に待つなど優しい面がある。院内で飼っているオウムのオーちゃん（声 - 遠近孝一）と毎日歌を歌っているが、近所迷惑との指摘が一部にある。
長崎 美子
演 - 麻生真友子
動物看護師。
玉井 須磨子
演 - 大島蓉子
受付兼庶務。七緒の叔母。

横浜南署
榊原 雄
演 - 東幹久
刑事課刑事。動物に関心がないように見えるも、実は「拳」という名の犬を大事に飼っている。当初は七緒を事件関係者の一人として疑うも、飼い犬の治療を境に彼女を理解していく。

### その他
- 濱田 幸作（頼子の弟） - 高橋和也
- 沢村 つぐみ - 大寶智子
- 沢村 博之（つぐみの夫） - 池田政典
- 丹下 章夫（元経理部長） - 佐戸井けん太
- 濱田 徳造（副社長） - 菅原大吉
- 泉川 アヤ（徳造の元愛人） - 江口ナオ
- 菊池 エリ子 - 夏川加奈子
- 平田 晴彦 - 野元学二
- 菊池 エリ子（愛人だった幸作の母） - 花原照子
- 沢村 - 塩屋洋子
- 濱田 頼子（不動産会社の社長） - 未來貴子
- 池田進、井上里砂、佐藤勇輝、滝沢竜ノ介、小林知佳、桂由利香（婦警）、道添愛美（レポーター）、田代大悟、辻内南季、平野えりか、藤田隆次、板倉輝、遠近孝一（オウムの声）

## スタッフ
- 監督 - 岡本弘
- 原作 - 浅黄斑「走る死体」
- プロデューサー - 三輪祐見子（テレビ朝日）、榎本美華（東映）、島田薫（東映）、塙淳一
- 脚本 - 山上梨香
- 撮影 - 小野進
- 照明 - 本田純一
- 撮影協力 - 横浜フィルムコミッション、横浜水道局、よこはまコスモワールド、埼玉県フィルムコミッション、阿佐谷ペットクリニック
- 制作 - テレビ朝日、東映

## 備考
- 放送当日はプロ野球日本シリーズ第1戦「北海道日本ハム×中日」の中継延長のため、15分繰り下げて21:15〜23:06の時間帯で放送している。